# Aria fulvicrus
Aria fulvicrus là một loài ruồi trong họ Tachinidae.